# Revò
Revò là một đô thị ở tỉnh Trento ở vùng Trentino-Alto Adige/Südtirol của Ý, tọa lạc cách 35 km về phía bắc của Trento. Tại thời điểm ngày 31 tháng 12 năm 2004, đô thị này có dân số 1.233 người và diện tích là 13,4 km².
Đô thị Revò có các frazione (đơn vị trực thuộc) Tregiovo.
Revò giáp các đô thị: Cagnò, Cles, Cloz, Romallo, Rumo, Sanzeno, và Laurein.